# Clive Barker's Jericho
Clive Barker's Jericho est un jeu vidéo de tir à la première personne développé par MercurySteam et publié par Codemasters en 2007. Il fonctionne sur les plates-formes Windows, PlayStation 3 et Xbox 360.
Ce jeu, dont la trame de fond a été imaginée par Clive Barker, place le joueur dans un futur proche, incarnant les sept membres de l’escadron Jéricho. Cette équipe, créée par le gouvernement américain et entrainée au maniement d'armes conventionnelles ainsi que d'armes paranormales, aura pour mission d'explorer Al-Khali, une ancienne cité perdue ayant ressurgi de ses décombres.

## Personnages

### L'escadron Jéricho
- Capitaine Devin Ross (VF: Patrick Béthune)

Son pouvoir est la guérison (il peut soigner un coéquipier gravement blessé). Il peut s'approprier psychiquement le corps de ses équipiers. Il est armé d'un fusil d'assaut H&K G-36C équipé d'un fusil à pompe. Il est mortellement blessé par Leach. Il abandonne son enveloppe corporel avant de rendre son dernier souffle et survie en intégrant le corps de ses équipiers.
- Capitaine Xavier Jones  (VF: Thierry Mercier)

Médium, il peut prendre contrôle du corps d'un ennemi et le faire agir contre son gré ou bien agir comme interprète pour ceux qui ne peuvent pas parler. Il possède la même arme que le capitaine Ross. Il meurt tué par le premier né.
- Lieutenant Abigail Black

Tireuse d'élite aux pouvoirs télékinésiques, elle peut contrôler la trajectoire d'une balle, ce qui en fait une tueuse redoutable. Grâce à ses dons, elle peut déplacer les obstacles obstruant le passage. Elle est équipée d'un fusil de précision complété par un lance-grenade.
- Sergent Frank Delgado

Pyromancien, il possède une Gatling fixée au bras droit et un magnum, sa main droite est enfermée dans un container noir qu'il peut ouvrir pour libérer temporairement Ababinili (esprit de feu des indiens Chickasaw) qui se rue alors sur toute créature maléfique. Il peut également déployer une aura de protection contre le feu, qui le rend également plus résistant aux dégâts standards.
- Sergent Wilhelmina 'Billie' Church

Elle a des pouvoirs de sanguimancie : en versant son sang elle peut invoquer une sphère qui fait tout brûler aux alentours ou fait jaillir des tentacules immobilisant les ennemis. Elle porte un pistolet-mitrailleur H&K MP-7 et un sabre japonais.
- Corporal Simone Cole (VF: Laura Blanc)

Officier du génie qui peut télécharger aussi bien des données que des munitions, tous les pouvoirs de Cole sont basés sur l'intellect. Elle a la capacité de ralentir le temps ou d'augmenter les dégâts des armes à feu du groupe. Elle peut lancer divers types de grenade et le zoom de son fusil-mitrailleur XM-8 permet de cibler les faiblesses des ennemis. Elle meurt tué par le premier né.
- Père Paul Rawlings (VF: Patrick Borg)

Prêtre du groupe, il peut soigner à distance les membres de l'équipe. Il peut aussi aspirer l'énergie maléfique des ennemis lorsqu'il les soumet à une malédiction. Ses armes sont deux pistolets Desert Eagle configurables qui peuvent contenir un chargeur de balles à fragmentation, explosives ou standards.

### Antagonistes
- Le premier né

Dieu créa Adam et Eve, mais ils ne furent pas la première création de celui ci. Le premier né est une entité ni male ni femelle, ni bonne ni mauvaise, ni belle ni laide. Dieu vit en sa première création un monumental échec et finit par la bannir dans une dimension appelée le Pyxis. Après des siècles de bannissement dans les abysses, le premier né répand son pouvoir malsain sur terre et réclame son droit à la vie.
- Arnold Leach

Ancien membre du Département de guerre occulte, Leach était déterminé à libérer le Premier-né de sa prison, le Pyxis. Il a créé la Confrérie de l'Enlèvement des Ténèbres afin d'effectuer le massacre de milliers de personnes nécessaires à l'ouverture du Pyxis. Il blesse mortellement Devin Ross qui avait pour mission de le neutraliser. Bien que Leach est un traitre au yeux de son ancien employeur, celui ci veut en réalité libérer le premier né pour mieux le détruire.
- Hanne Lichthammer

Hanne Lichthammer est une télépathe capable de contrôler les esprits. Autrefois officier dans l'armée allemande, elle été d'une grande beauté et a un certain penchant pour les actes sadique et sado-masochiste. Il ne reste de sa beauté passé qu'un corps horriblement mutilé.
- Bishop Maltheus St. Clair

Bishop Maltheus St. Claire été un jeune évêque catholique du XIIIe siècle qui a été rendu fou par l'influence du Premier-né alors qu'il dirigeait une armée infortunée de très jeunes enfants chrétiens contre les Sarrasins lors d'un voyage missionnaire vers la ville perdue d'Al-Khali. Tous les enfants périrent et leurs âmes s'attardent maintenant dans la damnation éternelle.
- Cassius Vicus

Gouverneur romain obèse et lubrique, il fut écarté de la grande Rome par ses confrères romains et nommé gouverneur de la cité d'Al-Khali. D'abord haineux d'avoir été écarté, il ne tarde pas à découvrir les avantages d'être isolé du reste de Rome en assouvissant encore plus ses activités lubriques et malsaine depuis le retour du premier né.